# Brzeźno (Gdańsk)

Lage von Brzeźno (Brösen) in Gdańsk (Danzig)

Brzeźno (ausgesprochen [ˈbʐɛʓnɔ]; kaschubisch Brzézno; deutsch Brösen) ist ein Stadtbezirk von Danzig in Polen. Der Bezirk umfasst eine Fläche von 2,74 km² und zählt über 13.457 Einwohner mit einer Bevölkerungsdichte von etwa 4.900 Einwohnern/km².
Brösen wurde kurz nach 1800 Seebad und war bis 1914 ein eigenständiger Kurort an der Ostsee. Heute hat der Stadtteil wieder eine Seebrücke und einen Badestrand, der nur wenige Minuten von den Haltestellen der Straßenbahn entfernt ist.

## Geographie
Der Danziger Stadtteil liegt direkt an der Ostsee und grenzt im Osten an den Stadtteil Nowy Port (Neufahrwasser) und im Westen an Groß Przymorze (Konradshammer).

## Geschichte

Plan von Brösen im Jahr 1932
Legende:
1. Antoniuskirche 2. Volksschule 3. Fischerviertel 4. Kurhaus 5. Strandhalle 6. ehemaliger Seesteg 7. Badeanstalt 8. Bahnhof Brösen
(Die Folgenummern betreffen Neufahrwasser)

Brösen war das erste Seebad an der Danziger Bucht. Bereits im Jahr 1808 wurde ein Badehaus für General Rapp errichtet, das 1810 erweitert wurde, jedoch vor März 1813 einer Sturmflut zum Opfer fiel. Im März 1813 wurde das gesamte Dorf durch ein Großfeuer vernichtet. 
Ab 1818 gehörte Brösen zum Landkreis Danzig. Ein neues Badehaus wurde 1820, ein Warmbad 1840 errichtet. Einen großen Aufschwung erhielt der kleine Kurort ab 1867 durch die Einrichtung der Eisenbahnverbindung von Danziger Bahnhof Leege Tor nach Neufahrwasser. Kremser transportierten die Kurgäste vom Bahnhof oder von der Anlegestelle der Dampfer am Hafenkanal in den Ort. 1871 kam Brösen mit Preußen an Deutschland. Mit Auflösung des Landkreises Danzig kam Brösen 1887 an den neuen Kreis Danziger Höhe. 

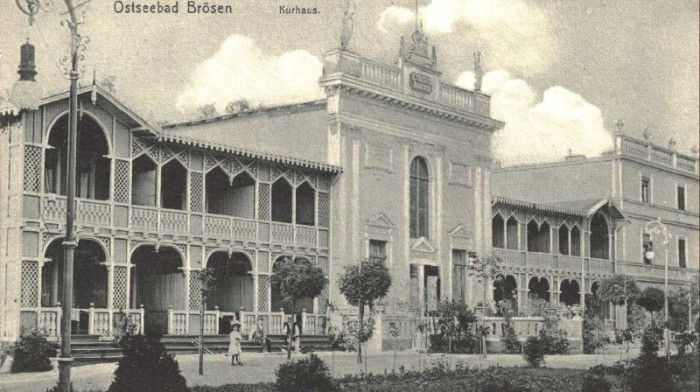
Rückfront des Kurhauses (um 1900)

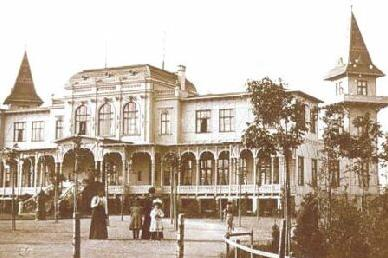
Ehemalige Strandhalle (um 1900)

Im Jahr 1900 konnte der Ort über Neufahrwasser an das Danziger Straßenbahnnetz angeschlossen werden. Zu gleicher Zeit erhielt Brösen seinen ersten Seesteg von 100 m Länge. In den Folgejahren wurde der Ort auch über Langfuhr an die Straßenbahn angeschlossen. Die Einwohnerzahl verzehnfachte sich in den Jahren von 1871 bis 1910 auf 2.500 Einwohner.
Die Landgemeinde Brösen schied aus dem Kreis Danziger Höhe aus und wurde am 1. April 1914 in die Stadtgemeinde Danzig eingemeindet. Eine neu errichtete Badeanstalt wurde aus militärischen Gründen zu Beginn des Weltkriegs abgebrochen und 1919 wiederaufgebaut. Die Reste einer Strandbatterie befinden sich heute noch im Haffner-Park. 
Mit Danzig gehörte Brösen 1920 bis 1939 zum Mandatsgebiet Danzig des Völkerbundes. 1922–1926 wurde die katholische St. Antoniuskirche erbaut. 1939 annektierte das Dritte Reich in einem völkerrechtlich nicht anerkannten Akt das Mandatsgebiet, verleibte es dem besatzungsamtlichen Danzig-Westpreußen ein, zu dem Brösen (wie ganz Danzig) bis Ende des Zweiten Weltkriegs gehörte.
Nach dem Zweiten Weltkrieg wurde Brzeźno bereits 1951 an die Danziger Stadtschnellbahn SKM angebunden. 2002 war Brzeźno Endstation dieser Strecke und 2005 wurde auch der Zugverkehr nach dort eingestellt.  
1993–1996 wurde eine neue, 130 m lange Seebrücke errichtet, die sich aber nicht am alten Standort befindet.
Gegenwärtig gibt es Pläne, das alte Kurhaus in ähnlicher Form neu zu erbauen.

## Sehenswertes und Touristisches

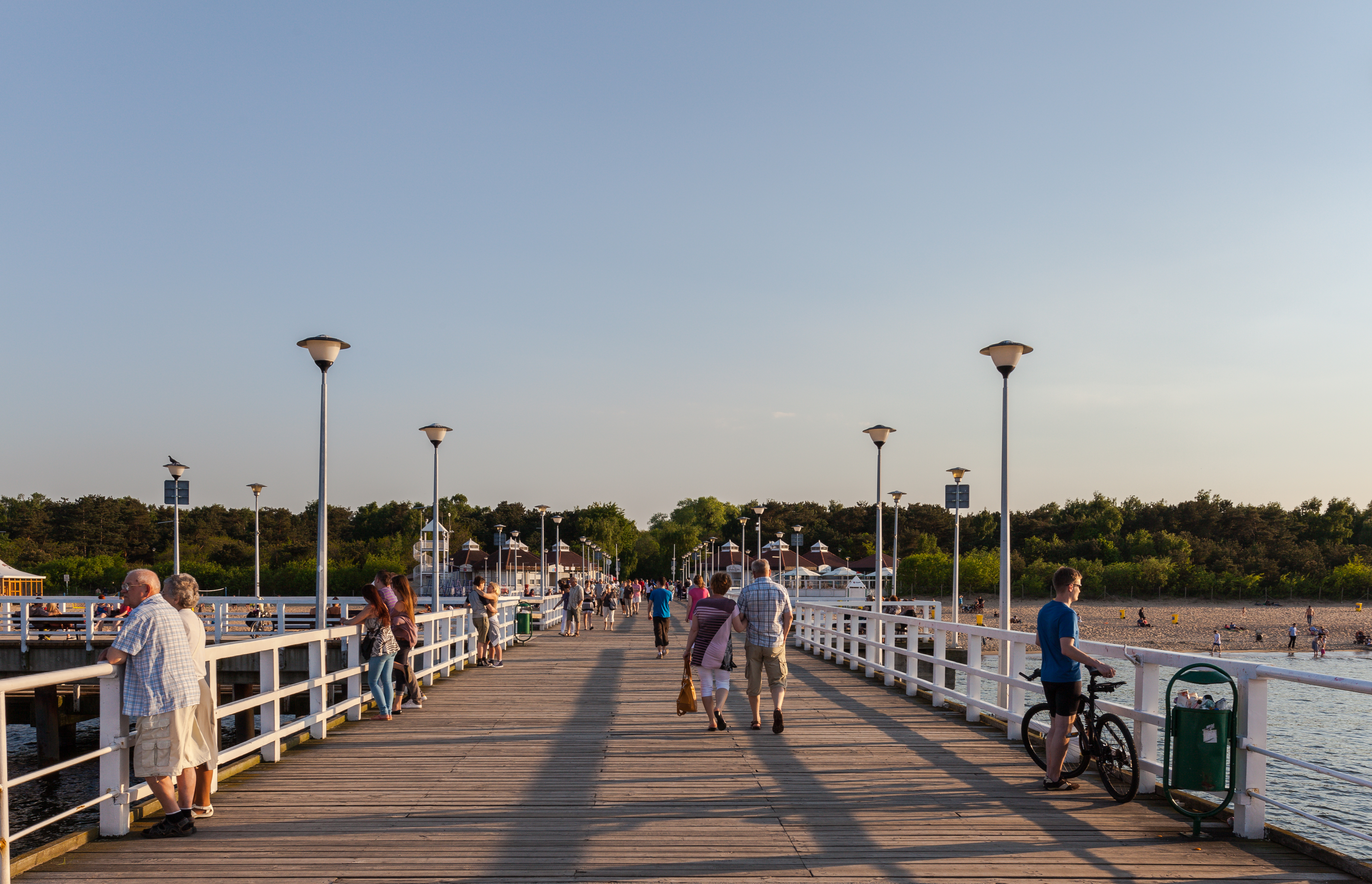
Seebrücke in Brösen

- Seebrücke (Molo w Gdańsku Brzeźnie)
- Brösener Haffner-Park (Park Brzeźnieński im. Haffnera, 10 ha)
- Rückfront des alten Kurhauses
- Seezeichen der Danziger Hafeneinfahrt (20 und 40 m hoch)
- Küstenradweg nach Zoppot
- Badestrand

## Verkehr
Brösen wird durch mehrere Straßenbahnlinien von der Danziger-Innenstadt, von Langfuhr und Neufahrwasser angefahren.

## Persönlichkeiten
- Bruno Binnebesel (1902–1944), Kurat und Pfarrer der St. Antoniuskirche, Opfer des Nationalsozialismus.

## Galerie

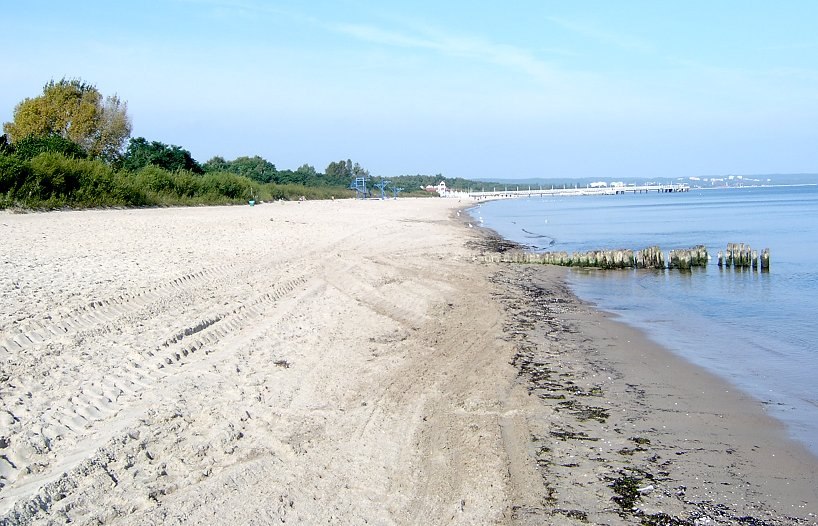
Der Brösener Strand
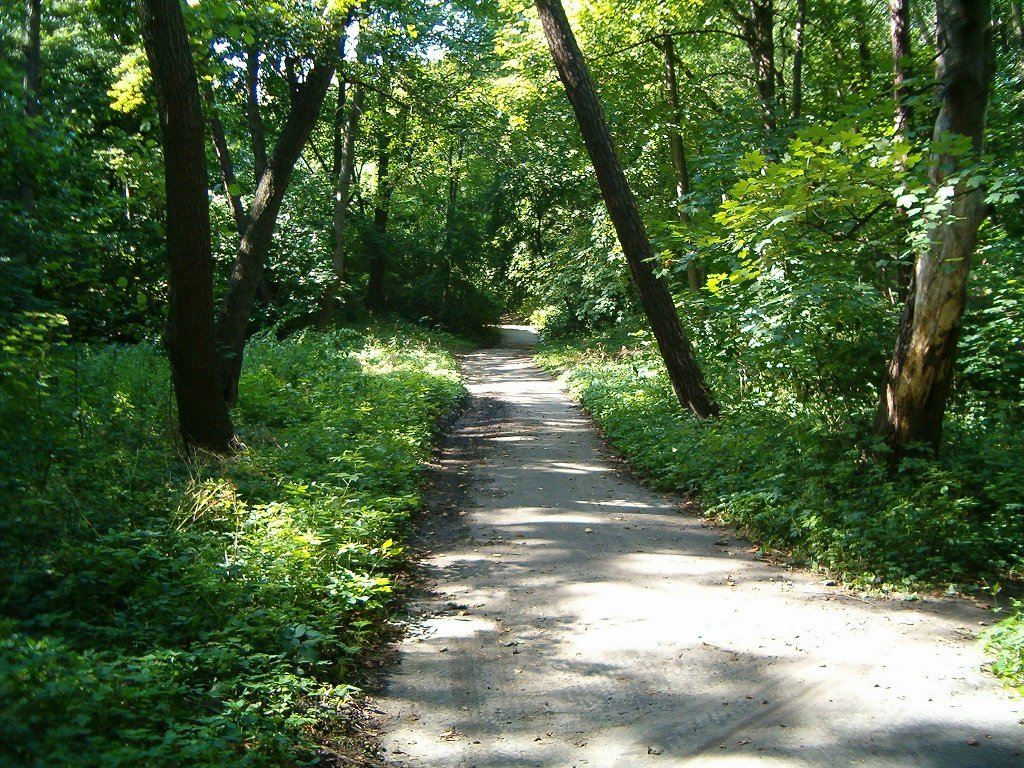
Im Haffner-Park
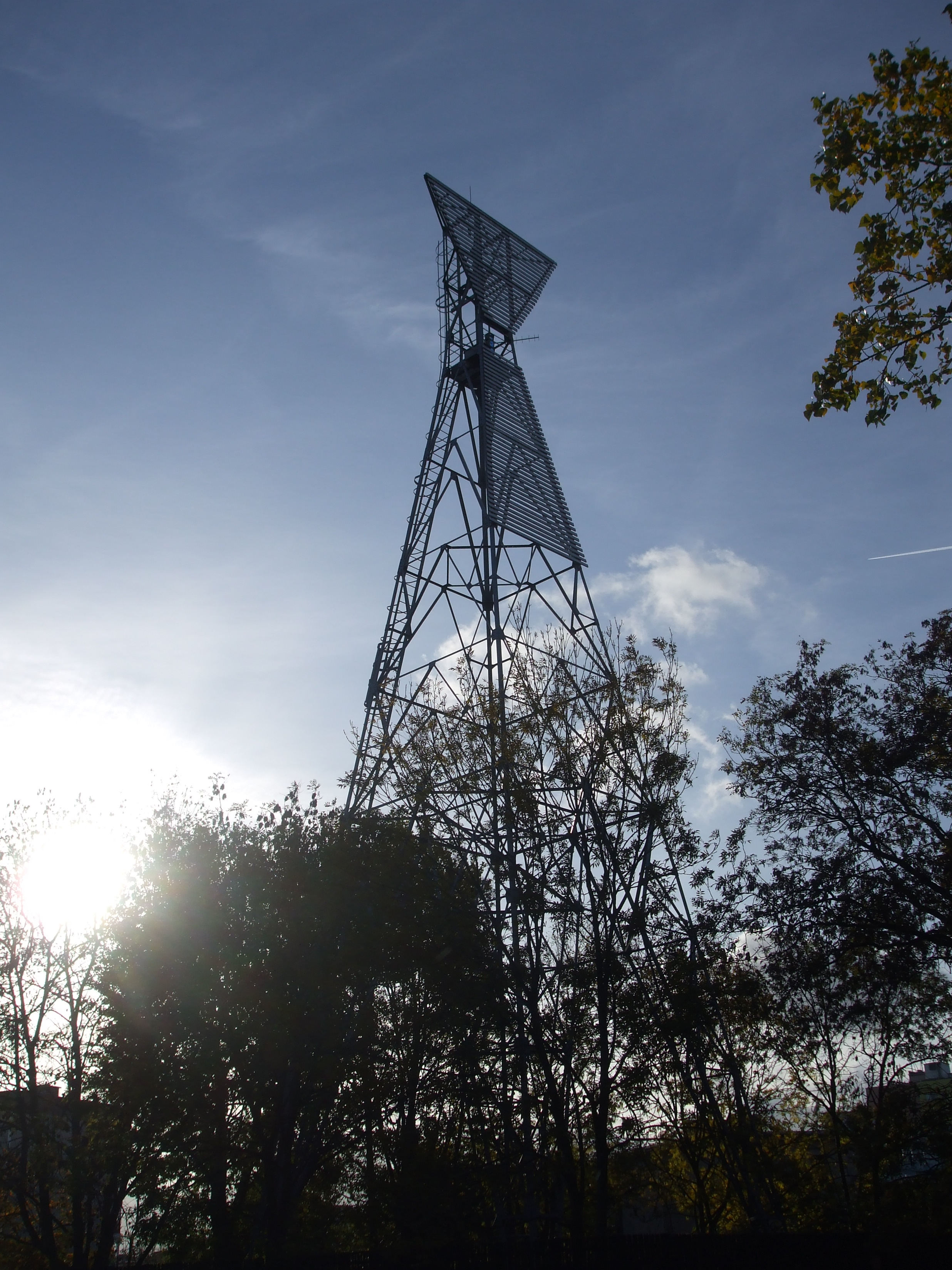
Seezeichen zur Ansteuerung des Danziger Hafens
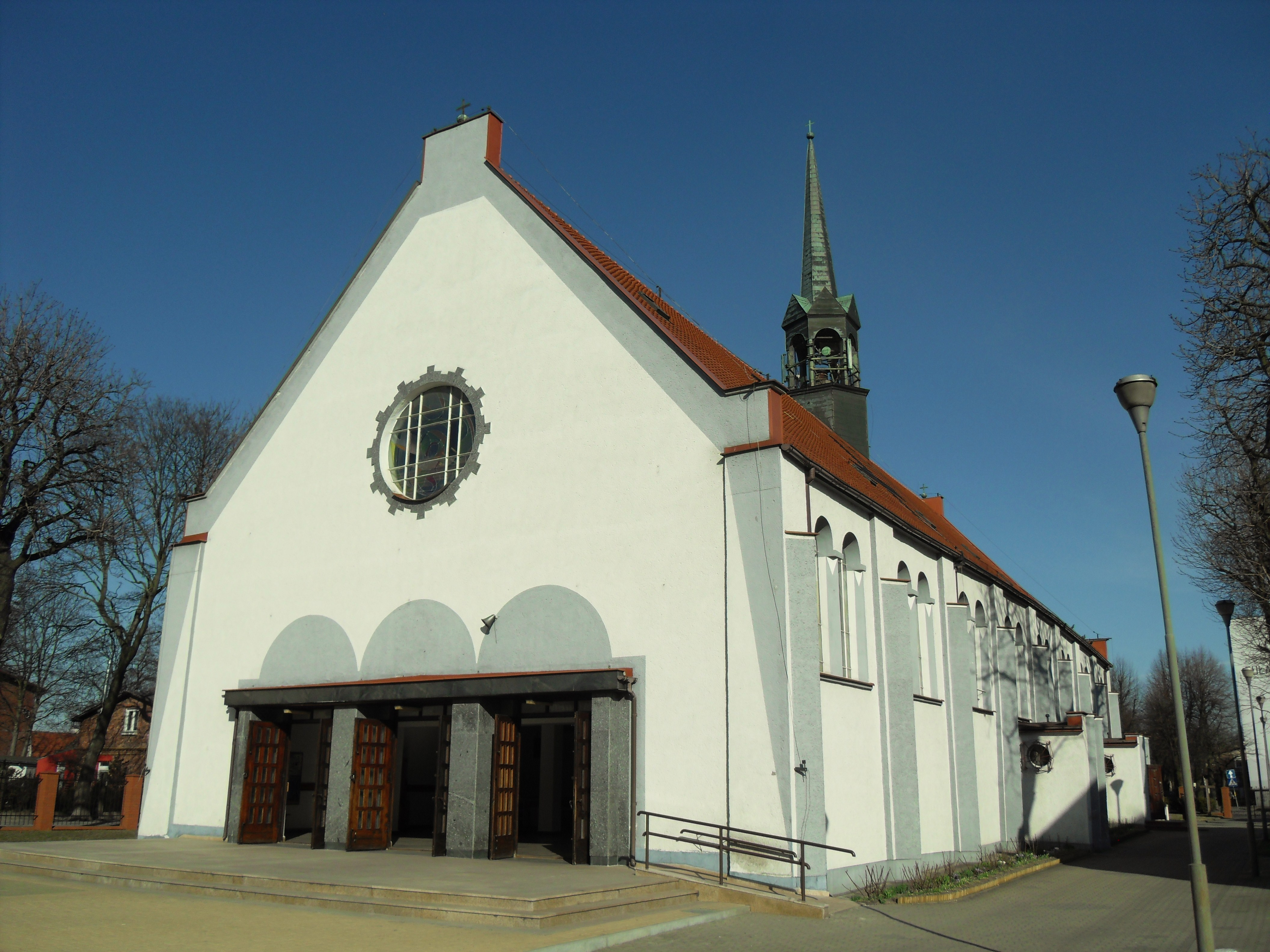
St. Antoniuskirche
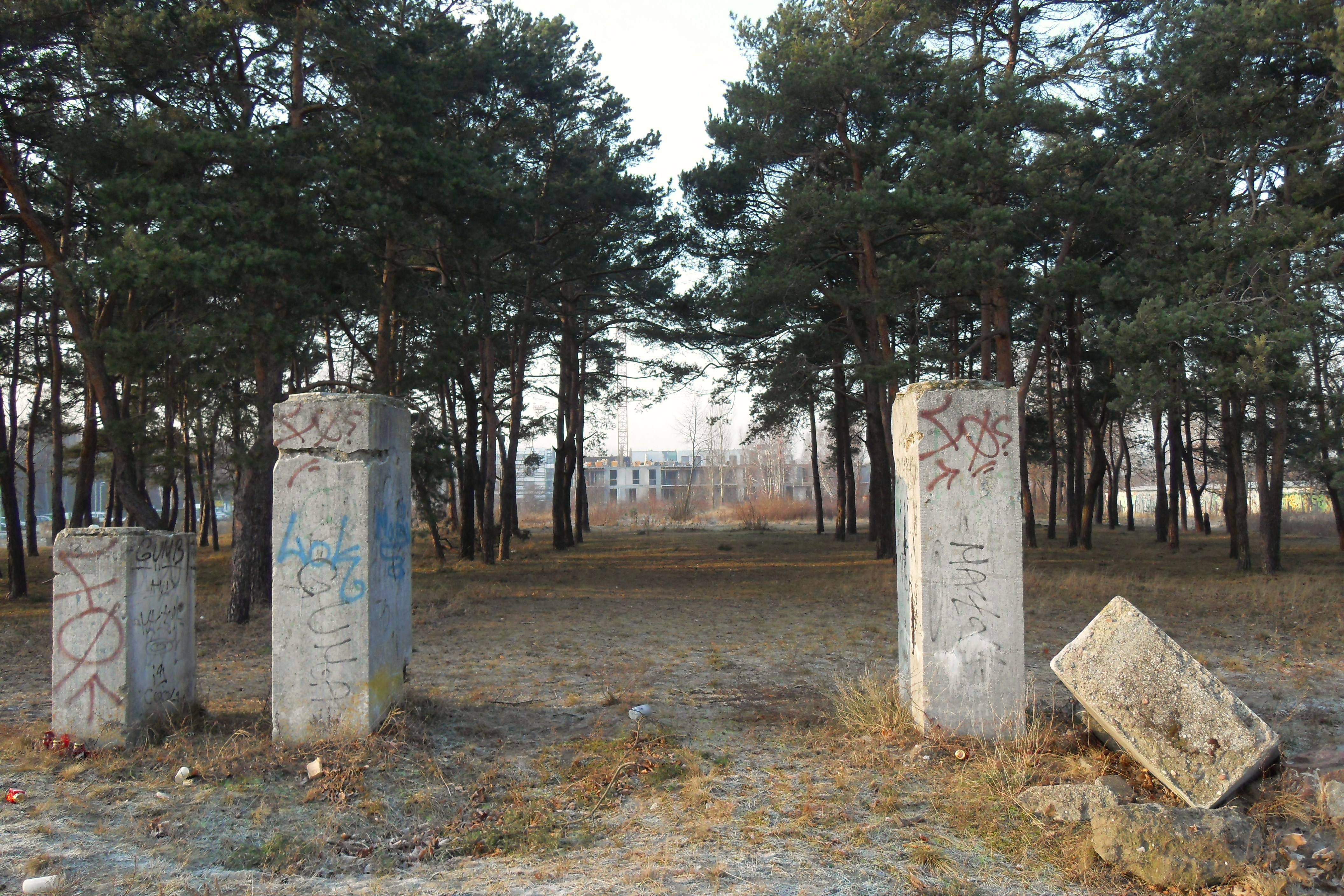
Friedhofstor
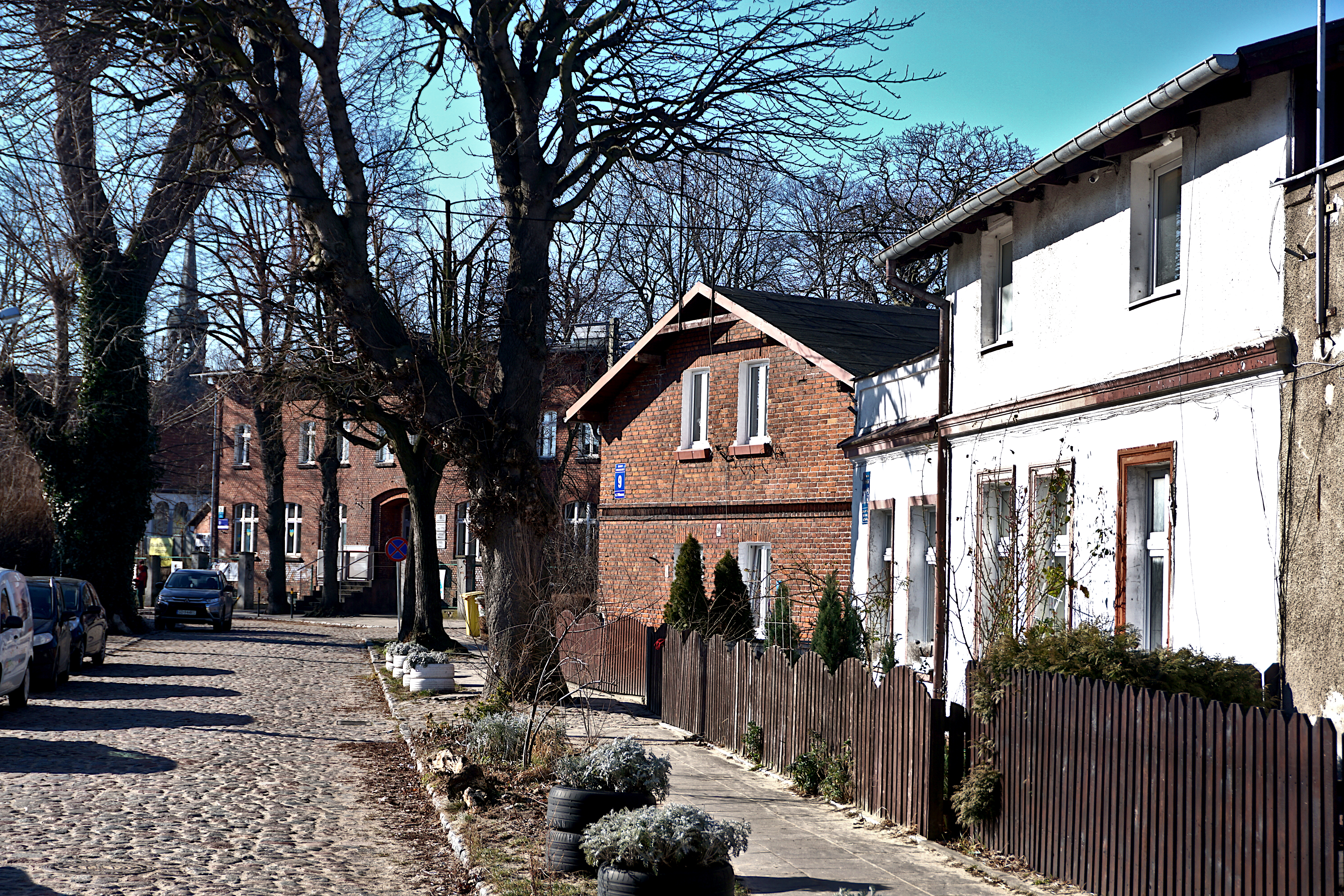
Alte Häuser und Kopfsteinpflaster in Brösen